# Segusium (associazione)
La Segusium (Società di Ricerche e Studi Valsusini) è una associazione senza fini di lucro fondata il 7 dicembre 1963 con l'intento di promuovere e tutelare il patrimonio storico, artistico, paesaggistico della Val di Susa e zone limitrofe, promuovendo studi, favorendo indagini sulla storia, il linguaggio (patois) il folklore locale, diffondendo con pubblicazioni le conoscenze acquisite. Pubblica una rivista omonima. L'associazione è stata guidata Severino Savi, da Giulio Fabiano, da Lino Bortolo Perdoncin, mentre alla direzione della rivista si sono succeduti Clemente Blandino, Augusto Doro, Ferruccio Pari, Alfredo Gilibert, Tullio Forno e Piero Del Vecchio, affiancati da un comitato di redazione. Attualmente è presidente Germano Bellicardi e direttore della rivista Valter Giuliano.

## Attività

### La rivista Segusium
La serie completa delle opere finora edite dal periodico omonimo dell'associazione, il cui primo numero uscì nel dicembre 1964, conta più di 12.500 pagine, configurandosi a tutti gli effetti come "un'enciclopedia della cultura valsusina", con 646 articoli pubblicati a tutto il 2018. Alla pubblicazione con cadenza pressoché annuale della Rivista miscellanea che prende il nome dell'associazione, si sono affiancati negli anni numeri monografici o monotematici: sul Trattato di Bruzolo del 1610, sull'Abbazia di Novalesa e sul caratteristico paese ai piedi del Moncenisio, sulla vita agricola del XVIII secolo nell'antico ècarton di Oulx, sul rinnovo degli edifici ecclesiastici nell'Alta Val di Susa dalla Controriforma al XVIII secolo, sugli scavi archeologici alla Maddalena di Chiomonte. Anche in occasione di ricorrenze particolari sono stati pubblicati studi specifici: per il centenario del Traforo ferroviario del Frejus, per il bimillenario dell'Arco di Augusto di Susa, per il 150º anniversario della ferrovia Torino-Bardonecchia. Nel 2018 la rivista ha pubblicato un indice ragionato delle annate 1964-2018, in formato cartaceo ed anche informatico sul sito dell'associazione. Il periodico ha ISSN 2532-5205.

### L'impegno per i beni storici e artistici
Negli anni l'Associazione ha sollecitato l'intervento di privati e di enti pubblici a favore del recupero di edifici di pregio e del restauro di opere d'arte, come la ricostruzione della cuspide del campanile e il restauro della Chiesa di San Saturnino a Susa (1981), il restauro del portale barocco del Convento dei Cappuccini sempre a Susa - eretto nel 1614 e unica testimonianza rimasta del complesso - e il monitoraggio (1987) delle strutture della Cappella di Sant'Andrea alle Ramats (Chiomonte) e la sistemazione del sagrato (1989) dando di fatto inizio al successivo restauro architettonico e degli importanti affreschi ivi contenuti.